# 미쓰케슈쿠

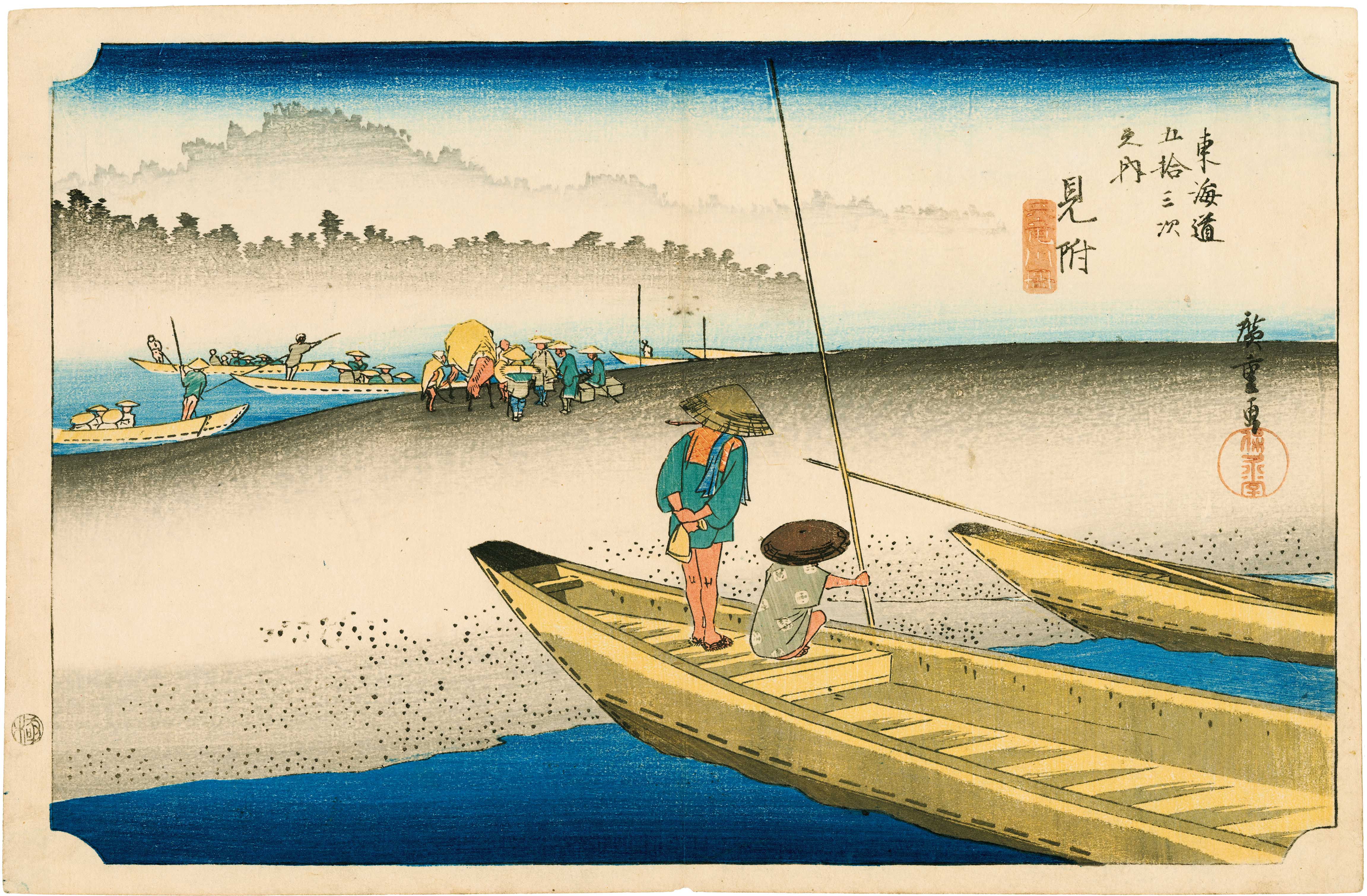
우타가와 히로시게 『도카이도 오십삼차ㆍ미츠케』

미츠케슈쿠/미츠케쥬쿠(일본어: 見附宿 みつけしゅく/みつけじゅく[*])는 도카이도53차의 28번째 슈쿠바이다. 현재 시즈오카현 이와타시 미츠케 부근에 해당한다.

## 개요
현재의 시즈오카현 이와타시 중심부에 위치해 있었다. 「미츠케(見附)」라는 이름은 물(水(み))과 맞닿은 땅이라는 곳에서 유래되었다. 서북방향으로는 이치노타니 분묘군이 있다.
원래는 10세기에 토토미국의 코쿠후가 설치된 땅이었으나, 가마쿠라 시대에는 코쿠가와 슈고쇼가 설치되어, 중세 도카이도 굴지의 규모를 가진 슈쿠바 마을이 되었다. 16세기 경에는 마을 사람들에 의한 자치도 행해지고 있었지만, 번정기에 접어들면서 자치권은 상실되었고, 단순한 슈쿠바마치가 되어갔다.
덴류강(텐류가와)의 좌안에 해당하나, 오오이가와와 달리 수심이 있었기 때문에, 주로 배가 사용되었고, 오오이가와만큼 어려운 곳은 아니었다. 그러나, 강을 건너는 것이 금지된 시기에는 시마다슈쿠 등과 마찬가지로 발이 묶인 사람들로 붐볐다고 한다. 또한 토토미 코쿠분지나 미츠케 천신의 몬젠마치이자, 혼사카도오리의 분기점이기도 했다.
에도 시대의 도카이도는 혼사카도오리를 지나지 않고, 슈쿠의 서쪽에서 남하해 나카이즈미 진야 (대관소) 방면으로 향했고 (시즈오카현도56호가 답습), 현재의 이와타역 앞에서 서쪽으로 꺾어 덴류강로 향했다.
도카이도 본선 부설에 즈음하여, 미츠케슈쿠 남쪽 나카이즈미쵸에 나카이즈미역이 설치되었다. 미츠케와 나카이즈미는 1940년에 합병해, 이와타쵸가 되었고, 1948년에 시로 승격하였다.

## 가장 가까운 역
- JR도카이도 본선 이와타역

## 사적ㆍ볼만한 곳
- 야나히메 신사 (미츠케 천신)
- 옛 미츠케학교
- 이와타 문고
- 오우미쿠니타마 신사

## 사진

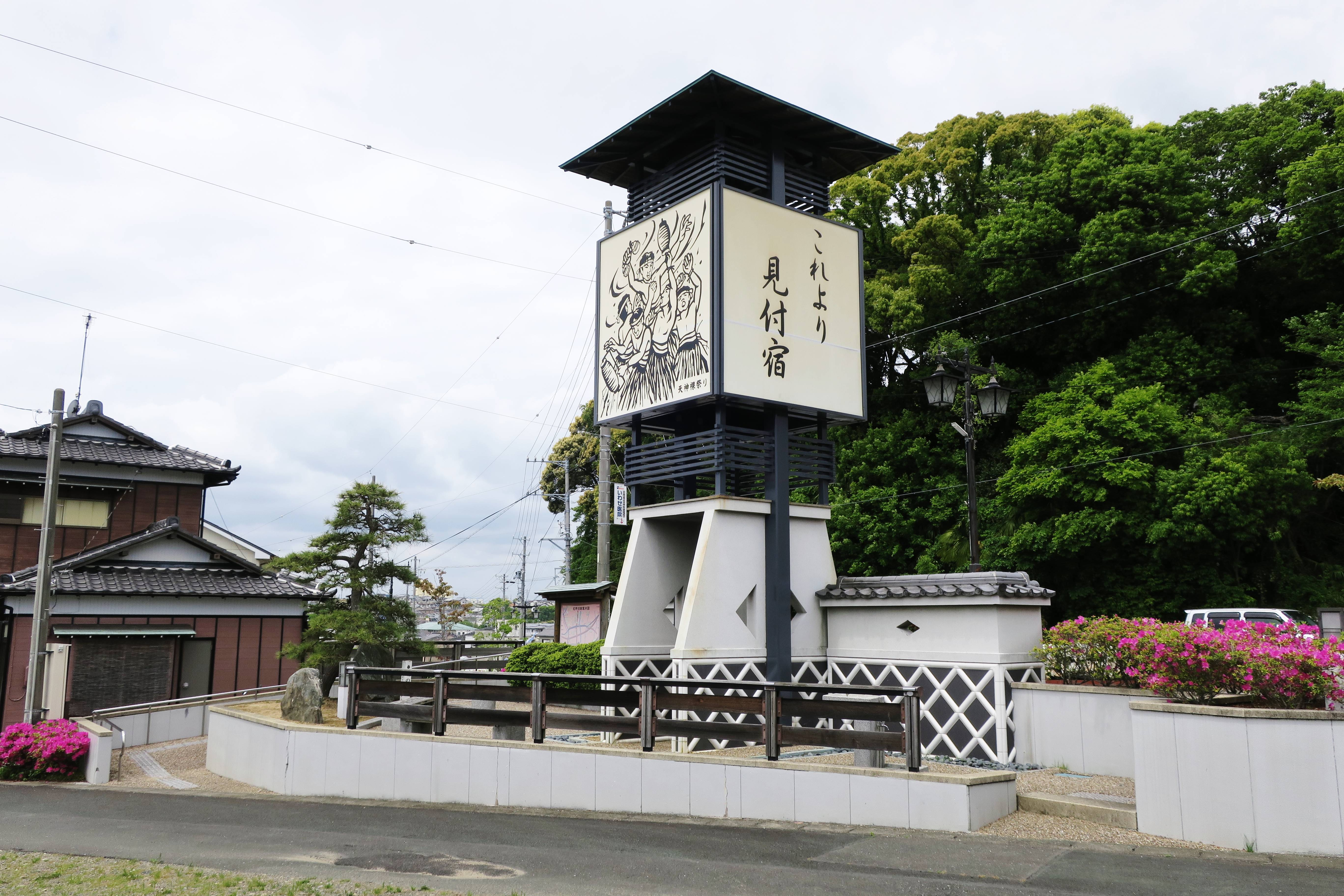
「여기서부터 미츠케슈쿠」
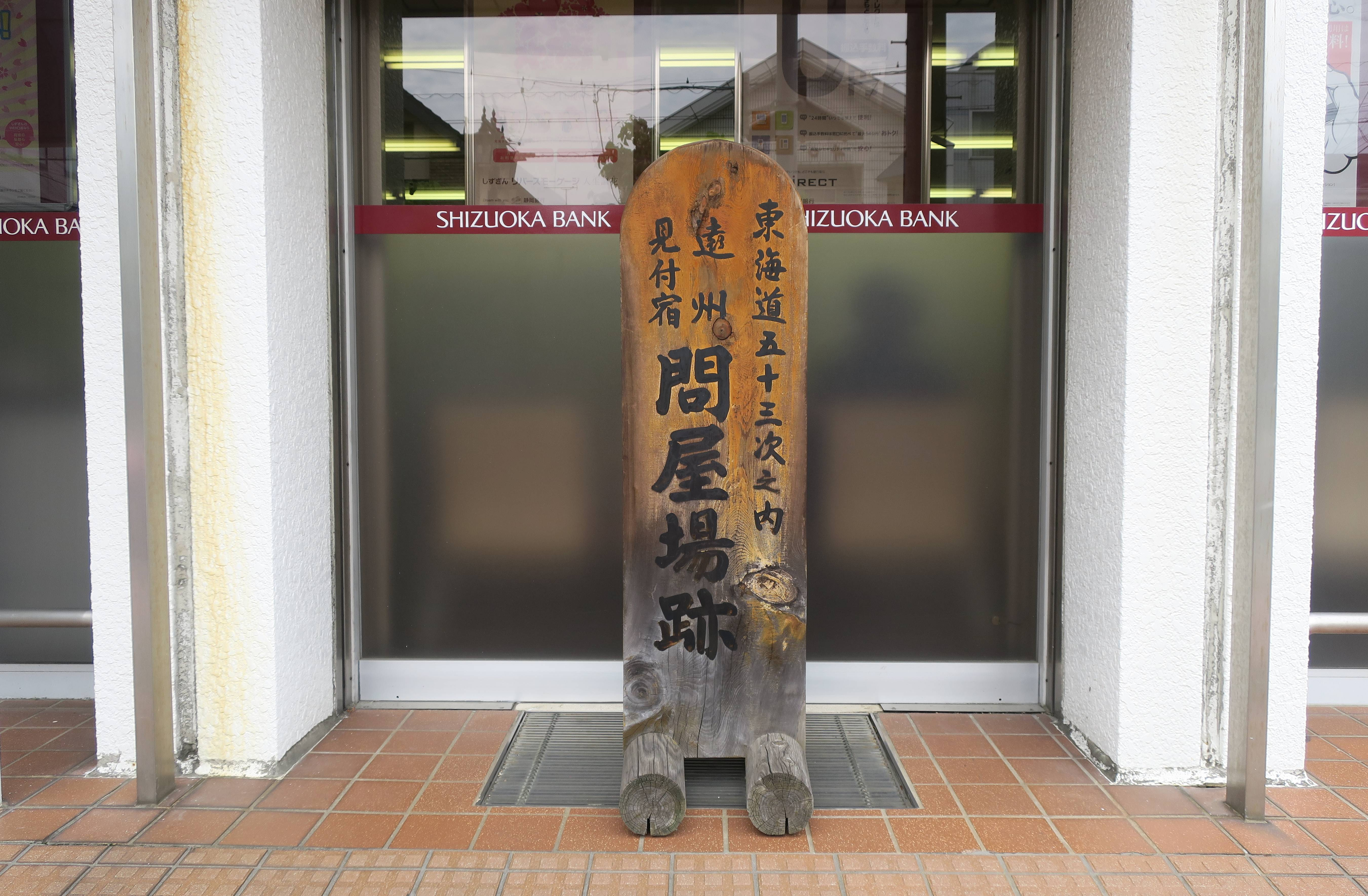
도매상 장소 터 (시즈오카 은행)
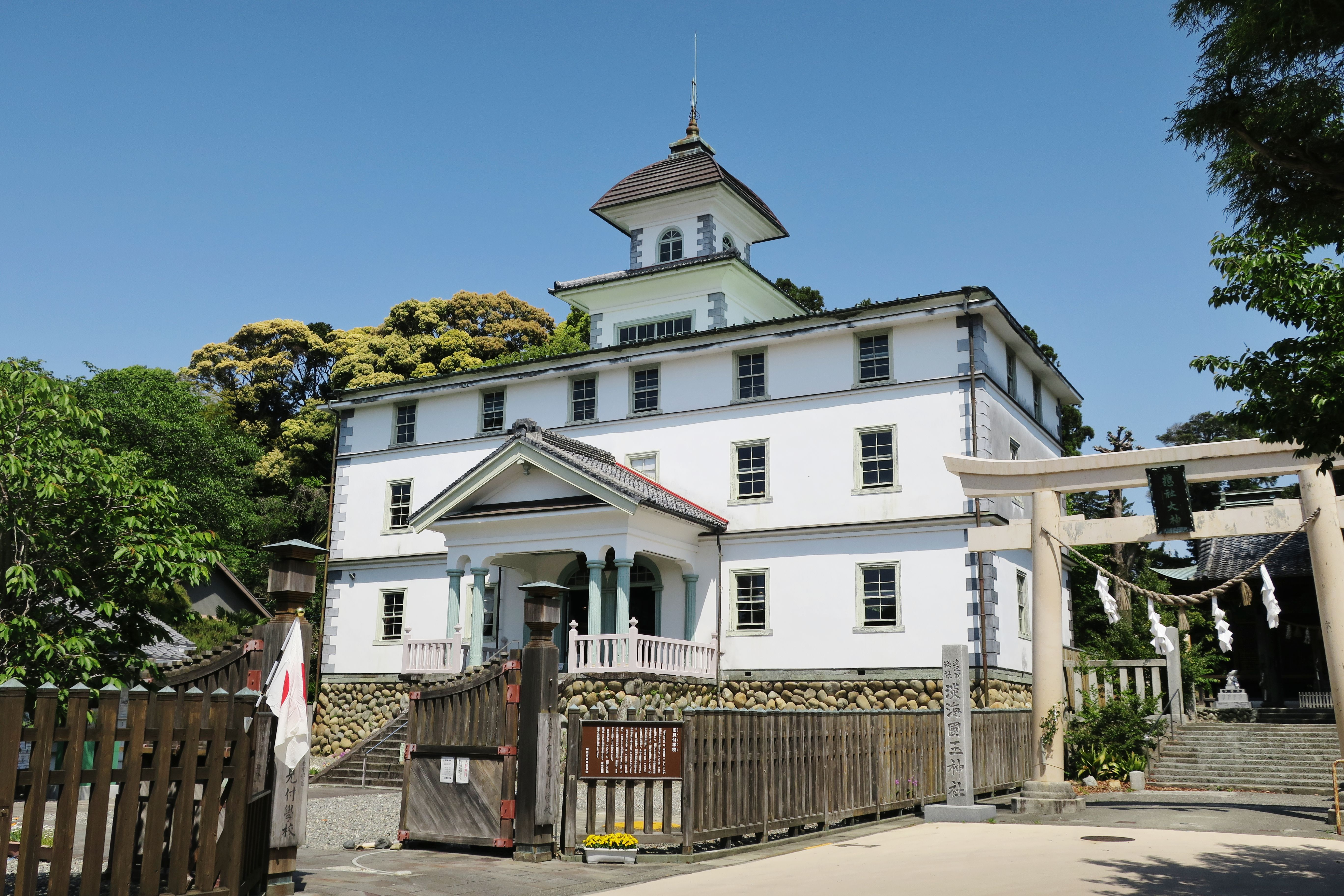
옛 미츠케학교와 오우미쿠니타마 신사

## 근처 슈쿠
- 도카이도
  - 후쿠로이슈쿠 - 미츠케슈쿠 - 하마마츠슈쿠
- 혼사카도오리 (히메카이도)
  - 미츠케슈쿠 - 이치노슈쿠

## 같이 보기
- 나키바바